# Primus inter pares
Primus inter pares (primer entre iguals) és una expressió llatina que indica que una persona és la més important d'un grup de persones amb les que comparteix el mateix rang o càrrec.
Quan no és emprat en referència a un títol específic, pot indicar que la persona així descrita és tècnicament igual, però vista amb una autoritat d'especial importància pels seus companys. En alguns casos pot ser emprat per indicar que mentre la persona descrita apareix com a igual, en realitat és el líder extraoficial.

## Exemples d'ús
Els exemples d'aquesta expressió inclouen els primers ministres de moltes nacions parlamentàries, el president de la Comissió Europea, i algunes figures judicials i religioses. El terme fou també emprat en l'Imperi Romà (veure Princeps).

## Usos nacionals

### Commonwealth
Als regnes de la Commonwealth, com Austràlia o Canadà on comparteixen com a cap d'Estat la reina Isabel II del Regne Unit, un dels governadors és elegit com a governador general per representar la reina en la seva absència.
A Austràlia hi ha governadors per representar la reina en cada un dels Estats que formen el país i són cap d'Estat en cada un dels seus territoris. Els Governadors no estan subordinats al Governador General i, per tant, el governador general és vist com el primer entre iguals.
A Canadà, el governador-lloctinent representa la Reina a cada una de les províncies, i actua com el cap d'Estat a la seva pròpia província i no està subordinat al Governador General. Mentre el Governador General representa Canadà com a nació, els governadors-lloctinent representen els membres que componen la nació, i es diu que el Governador General és el primer entre iguals.
A diferència dels Governadors d'Austràlia, els Governadors-Lloctinent del Canadà no són nomenats per la Reina. Són nomenats pel Governador General del Canadà a proposta del Primer Ministre.

### Alemanya
Els alcaldes d'algunes ciutats estat com d'Hamburg, Lübeck o Bremen han actuat tradicionalment com a primus inter pares, on el govern era anomenat Senat i el primer burgmestre (en alemany erster Bürgermeister) era un dels senadors entre molts, i que solia ser anomenat com a president del Senat més que com a burgmestre.

### Països Baixos
El primer ministre dels Països Baixos (oficialment, el ministre president) és el director del Consell de Ministres i actua com a autoritat executiva del govern neerlandès. Encara que formalment no li són assignats poders especials, funciona com la cara del gabinet. Habitualment, el primer ministre és també el ministre d'afers generals. Fins al 1945 la posició de cap del consell de ministres oficialment s'alternava entre els ministres, encara que la pràctica canvia al llarg de la història. El 1945, la posició va ser formalment instituïda. El primer ministre és el líder del partit o coalició majoritària de la cambra biaxa del parlament, i és un membre del Consell de Ministres.

### Suïssa
A Suïssa el Consell Federal constitueix el govern. Cada any, l'Assemblea Federal elegeix un President de la Confederació. Per Convenció les posicions del President i el Vicepresident roten anualment, cada Conseller esdevé així Vicepresident i després President cada set anys mentre són en el càrrec.
El president no és el cap d'Estat, però ocupa el càrrec suís més elevat. Presideix les reunions del Consell i porta a terme certes funcions representatives que, en altres països, són responsabilitat del cap d'Estat. En situacions d'urgència en què una decisió del Consell no es pot prendre a temps, el President és facultat per actuar en nom del consell sencer. A part d'aquest cas, el president és un primus inter pares, i no té poder per damunt i més enllà dels altres sis consellers.

### Regne Unit
El mateix nom de primer ministre indica «primer entre tots els ministres» i són els directors o caps de gabinet, que implica que ostenten un càrrec que és de iure superior al de ministres. De totes maneres, és àmpliament debatut si aquesta descripció del rol del primer ministre és exacte.
El Primer Ministre del Regne Unit ha estat freqüentment considerat com el primer entre iguals. Al Regne Unit, i durant els temps de la Casa de Hannover, un ministre tenia el rol d'informar el monarca sobre les propostes legislatives a la Cambra dels Comuns i altres matèries. En temps moderns, de totes maneres, encara que l'expressió encara és usada, subestima els poders del Primer Ministre, que ara inclouen molts poders executius amplis i exclusius sobre els membres del gabinet que ara tenen poca influència.
El 1984, l'autor Jeffrey Archer va escriure First Among Equals (primer entre iguals), una novel·la popular sobre la carrera professional i la vida privada de diversos homes que rivalitzaven per ser primer ministre britànic. Més tard va ser adaptada a una minisèrie de deu capítols produïda per Granada Television.

### Estats Units d'Amèrica
L'expressió hi és emprada per descriure el president del Tribunal Suprem dels Estats Units, que disposa de considerables poders administratius, però no té control directe sobre les decisions dels seus col·legues. La mateixa situació es dona sovint en Tribunals Suprems d'arreu del món.
Charles Luciano va ser considerat el primer entre iguals a «La Comissió» (cos de govern de la Màfia als Estats Units).

## Presidents
En molts cossos parlamentaris, clubs, juntes, facultats i comitès, el membre que ocupa el càrrec de president sovint és anomenat com el primer entre iguals. Mentre la majoria de regles garanteixen al president poders especials en el context d'una reunió, en aquest cas el càrrec de president és habitualment rotatori i amb menys poders que en altres contextos, fent del seu ocupant merament un líder temporal per mantenir l'ordre, amb el mateix vot que altres membres tot i que la seva opinió té més importància.

## Religió

### Església Ortodoxa
L'expressió també és emprada per descriure el rol del Patriarca de Constantinoble, qui, com a Patriarca Ecumènic, ostenta una primacia honorífica entre tots els bisbes de l'Església Ortodoxa. No té jurisdicció directa sobre els altres patriarques o les altres esglésies ortodoxes autocèfales, però només ell pot convocar sínodes extraordinaris. El seu títol és un reconeixement a la seva importància històrica, i del seu privilegi per servir com a principal portaveu de l'Església Ortodoxa Oriental i la seva autoritat moral és molt respectada.

### Església Catòlica
L'Església Catòlica Romana considera el papa el successor de Sant Pere i líder dels bisbes, successors dels Apòstols. Per aquest motiu, veu el papa com un càrrec superior al d'altres bisbes, en lloc de ser el bisbe més important. Aquesta afirmació va ser el 1054 una de les principals causes del Cisma entre Orient i Occident en el si de l'església cristiana. De totes maneres, el degà del Col·legi Cardenalici de l'Església Catòlica és generalment considerat com el primer entre iguals en el col·legi.

### Església Anglicana
A l'Església Anglicana, l'Arquebisbe de Canterbury és considerat el primer entre iguals, que presideix la Comunió. El bisbe més important dels bisbes diocesans de l'Església Episcopal Escocesa porta el títol truncat de Primus de l'Església Episcopal Escocesa del seu original primus inter pares.

### Presbiterianisme
El moderador de l'assemblea general en una església presbiteriana és igualment designat com a primus inter pares.

### Església de Suècia
En l'Església de Suècia, l'Arquebisbe d'Uppsala és també considerat primus inter pares.